# Fulica newtonii
Fulica newtonii е изчезнал вид птица от семейство Дърдавцови (Rallidae). Обитавал е Реюнион.

## Разпространение
Видът е разпространен в Реюнион.